# Christianus Carolus Henricus van der Aa

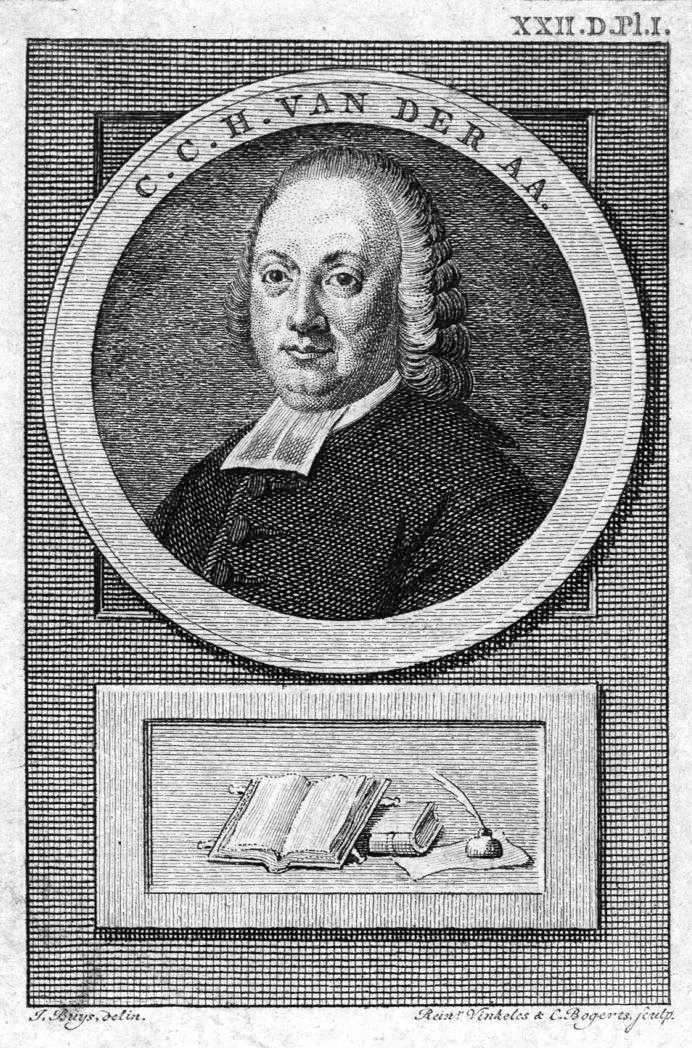
Christianus Carolus Henricus van der Aa (Reinier Vinkeles en Cornelis Bogerts).

Christianus Carolus Henricus van der Aa (Zwolle, 25 augustus 1718 - Haarlem, 23 september 1793) was een luthers predikant te Haarlem en secretaris van de Hollandsche Maatschappij van Wetenschappen.

## Leven
Christianus Carolus Henricus werd geboren te Zwolle, waar zijn vader Balduinus als predikant werkzaam was.
Hij studeerde in de theologie eerst te Leiden, vervolgens te Jena. Hij werd op 22 maart 1739 luthers predikant te Alkmaar, vervolgens werd hij op 12 augustus 1742 predikant te Haarlem (hij had voordien reeds tweemaal bedankt voor een beroep te Gouda).
Bij de oprichting in Haarlem van de Hollandsche Maatschappij van Wetenschappen in 1752, waarbij hij een belangrijke rol zou hebben gespeeld, werd hij aangesteld tot secretaris. Hij was een van de initiatiefnemers van de oprichting van de Oeconomische Tak van de Hollandsche Maatschappij van Wetenschappen (1777), die tot doel had het welzijn en de welvaart van vooral de allerarmsten te verbeteren. Hij bedankte nadien voor twee even voordelige als eervolle posities, te weten naar Den Haag in 1755 en later naar Batavia. Hij stierf in de nacht van 22 op 23 september 1793.
Verscheidene van zijn leerredenen zijn in druk verschenen.

## Werken
- Verhandelingen over den aart van het gebed, in 32 bedestonden, Haarlem, 1747. (2e druk, 1793)
- Een-en-twintig Predikatiën over gewigtige onderwerpen, Haarlem, 1748 (2e druk, 1784)
- Onderzoek der hoofdoogmerken van onzen Heer J.C., in eenige der voornaamste gevallen zijns levens, Haarlem, 1755. (2e druk, 1793)
- Vier Predikatiën gehouden te Schiedam, bij gelegenheid van de oprigting dier gemeente enz., Haarlem, 1758, 8°. (2e druk, 1793)
- De Mensch als Gods beeld beschouwd, Haarlem, 1769.
- Leerrede over II. Cor. V. vs. 20: ter bevestiging van Ds. P.A. Hulsbeek, Haarlem, 1784.
- Aanspraaken, gedaan op de eerste Algemeene vergaderinge des Oeconomischen taks van de Hollandsche Maatschappye der Weetenschappen te Haarlem. Op den 15. en 22. September 1778 (Haarlem 1778).
- Aanspraak in het Luthersche Weeshuis te Haarlem, den 20 Januarij 1789, bij de viering der vijftigste verjaring van dat Godshuis.
- De vereischte van ware godsvrucht, om Gods beeld op aarde te wezen. Haarlem 1792.
- 's Menschen ingang tot heerlijkheid, om in het toekomende leven Gods beeld in volkomenheid te wezen, 3 dln., Haarlem, 1792.
- Leerrede over II Petri I. vs. 12-14, ter gedachtenis van zijnen 50jarigen Predikdienst bij de gemeente te Haarlem, 1792.